# Gulella salpinx
Gulella salpinx es una especie de molusco gasterópodo de la familia Streptaxidae en el orden de los Stylommatophora.

## Distribución geográfica
Es endémica de Sudáfrica.

## Hábitat
Su hábitat natural son: Bosques secos tropicales o subtropicales y zonas rocosas

## Estado de conservación
Se encuentra amenazada de extinción por la pérdida de su hábitat natural.